# Hong Hu
Hong Hu (kinesiska: 洪湖) är en sjö i Kina. Den ligger i provinsen Hubei, i den centrala delen av landet, omkring 120 kilometer sydväst om provinshuvudstaden Wuhan. Hong Hu ligger 19 meter över havet. Arean är 215 kvadratkilometer. Trakten runt Hong Hu består till största delen av jordbruksmark. Den sträcker sig 24,0 kilometer i nord-sydlig riktning, och 24,0 kilometer i öst-västlig riktning.
Genomsnittlig årsnederbörd är 1 758 millimeter. Den regnigaste månaden är maj, med i genomsnitt 229 mm nederbörd, och den torraste är december, med 39 mm nederbörd.